# GBP510
GBP510 Skikovione je kandidat za vakcinu protiv kovida 19 koji su razvili SK Bioscience Group i  Institut za dizajn proteina Univerziteta u Vašingtonu. To je prva domaća vakcina u Južnoj Koreji protiv kovida 19 za koju se koristi pomoćne tehnologija AS03 kompanije GlaxoSmithKline (GSK).

## Istorija
Južnokorejsko ministarstvo za bezbednost hrane i lekova započelo je kliničko ispitivanje vakcine GBP510 faze III u kome je učestvovalo oko  4.037 učesnika. U aprilu 2022. rezultati ispitivanja faze III potvrdili su da je vakcina bezbedna i efikasna, jer je izazvala otprilike tri puta više antitela od vakcine Oksford-AstraZeneka COVID-19. Nakon ove studije Vlada Južne Koreje naručila je 10 miliona doza za domaću upotrebu.
Korejsko ministarstvo za bezbednost hrane i lekova objavilo je rezultate svog pregleda na GBP510 kompanije SK Bioscience Group 27. juna 2022. godine i saopštilo da su podaci dovoljni za davanje odobrenja za upotrebu.
Prema korejskom ministarstvu za bezbednost hrane i lekova, neželjeni događaji povezani sa vakcinom desili su se u 13,3% osoba iz grupe vakcinisanih. U kontrolnoj grupi stopa neželjenih događaja iznosila je oko 14,6%, što se nije razlikovalo od grupe vakcinisanih. Ozbiljni neželjeni događaji su se javili kod 0,5% u grupi koja je primala vakcinu i 0,5% u kontrolnoj grupi. Utvržen je samo jedan neželjeni događaj glomerulonefritisa koji nije mogao biti isključen iz veze sa vakcinom.
GBP510  je 29. juna 2022. godine  odobren za upotrebu u Južnoj Koreji, uz napomenu da je vakcini potrebna dodatna revizija bezbednosti jer je „broj učesnika u ispitivanju bio samo jedna desetina od ostalih ispitivanja vakcine“.
Južnokorejska vlada kupila je 10 miliona doza GBP510 vakcine, od kojih je 600.000 doza dato bolnicama. Međutim, do novembra 2022. godine primenjeno je samo 3.787 injekcija. Neiskorišćene doze vakcine će verovatno biti odbačene.
U novembru 2022. godine proizvodnja GBP510 vakcine  je obustavljena na neodređeno vreme zbog slabe potražnje za vakcinom.
U septembru 2023. godine, kompanija SK Bioscience Groupe  povukla je zahtev za dozvolu za stavljanje  vakcine u promet u Evropskoj uniji.

## Spoljašnje veze
|  | Molimo Vas, obratite pažnju na važno upozorenje u vezi sa temama iz oblasti medicine (zdravlja). |